# Альберто Ормачеа
Альберто Ормачеа (ісп. Alberto Ormaetxea; 7 квітня 1939, Ейбар — 28 жовтня 2005, Сан-Себастьян) — іспанський футболіст, що грав на позиції флангового захисника. По завершенні ігрової кар'єри — тренер. Найуспішніший тренер в історії клубу «Реал Сосьєдад», який привів його команду до двох поспіль титулів чемпіона Іспанії, які лишаються єдиними в історії сан-себастьянського футболу, а також до перемоги у Суперкубку Іспанії.

## Ігрова кар'єра
Народився 7 квітня 1939 року в місті Ейбар. Вихованець місцевого однойменного футбольного клубу.
1959 року перейшов до клубу «Реал Сосьєдад», кольори якої захищав протягом наступних шістнадцяти років.

## Кар'єра тренера
Завершивши виступи на футбольному полі 1974 року, залишився у структурі «Реал Сосьєдада», ставши асистентом головного тренера.
За чотири роки, у 1978, змінив Хосе Антоніо Ірулегі на посаді головного тренера команди із Сан-Себастьяна. Під його керівництвом команда, що до того зазвичай фінішувала у середині турнірної таблиці, відразу нав'язала боротьбу за найвищі місця. У першому сезоні під керівництвом нового тренера «Реал Сосьєдад» закінчив сезон на четвертому місці, а в сезоні 1979/80 був єдиною командою, яка до останнього боролася за чемпіонство з мадридським «Реалом», хоча й фініщувала лише другою. А ось в наступному сезоні все ще по суті тренер-початківець зумів на чолі досить посередньої команди перервати домінування мадридського клубу в іспанському футболі — його «Реал Сосьєдад» набрав однакову кількість очок з мадридцями, однак обійшов їх за результатами очних зустрічей і уперше в своїй історії став переможем іспанської Прімери. Наступного сезону 1981/82 команда Ормачеа довела невипадковість цього досягнення, захистивши чемпіонський титул. Утім у подальшому результати команди погіршилися — протягом наступних трьох сезонів вона двічі фінішувала шостою і одного разу сьомою, після чого Ормачеа її залишив.
Після нетривалої перерви у тренерській роботі влітку 1986 року очолив «Еркулес», який щойно понизився до другого дивізіону. Проте старт сезону у новій команді не виправдав сподівань керівництва клубу і вже наприкінці вересня того ж року Ормачеа його залишив. В подальшому на професійному рівні тренерською роботою не займався.
Помер 28 жовтня 2005 року на 67-му році життя у місті Сан-Себастьян.

## Титули і досягнення

### Як тренера
- Чемпіон Іспанії (2):

«Реал Сосьєдад»: 1980–1981, 1981–1982
- Володар Суперкубка Іспанії з футболу (1):

«Реал Сосьєдад»: 1982